# Luis Pedro Figueroa
Luis Pedro Figueroa Sepúlveda (San Pedro de la Paz, 14 maggio 1983) è un ex calciatore cileno, di ruolo centrocampista.